# Luislândia
Luislândia är en kommun i Brasilien.   Den ligger i delstaten Minas Gerais, i den sydöstra delen av landet, 400 km öster om huvudstaden Brasília. Antalet invånare är 6 405.
Omgivningarna runt Luislândia är huvudsakligen savann. Runt Luislândia är det glesbefolkat, med 18 invånare per kvadratkilometer.